# ФК «Ротор» в еврокубках
Российский футбольный клуб «Ротор» из Волгограда принимал участие в пяти международных турнирах — четырёх розыгрышах кубка УЕФА, лучший результат — 1/16 финала в 1995—96 годах, и в кубке Интертото 1996 года, где дошёл до финала.

## Соперники
4 раза «Ротору» доставались в соперники либо будущие чемпионы своих стран, либо будущие финалисты кубка УЕФА.
- 1994/1995  Нант — чемпион Франции этого сезона (1994/1995).
- 1995/1996  Манчестер Юнайтед — чемпион Англии этого сезона (1995/1996).
- 1995/1996  Бордо — финалист этого кубка УЕФА (1995—1996).
- 1997/1998  Лацио — финалист этого кубка УЕФА (1997—1998).

## Матчи

### Кубок УЕФА 1994/1995
Основная статья: Кубок УЕФА 1994/1995
| 13 сентября 1994 1/32 финала. Первый матч | «Ротор»                                                                       | 3:2 | «Нант»                                      | Волгоград                                                 |
| | 1:1 Владимир Геращенко 42′ · 2:1 Сергей Нечай 65′ · 3:1 Олег Веретенников 76′ |     | 0:1 Николя Уэдек 28′ · 3:2 Яфет Н’Дорам 83′ | Стадион: Центральный Зрителей: 35 000 Судья: Шандор Варга |
| »: Саморуков, Жуненко, Бурлаченко, Геращенко, Нечай, Царенко, Ещенко (Шмарко, 68), Нидергаус (Беркетов, 85), Веретенников, Есипов, Нечаев. · »: Марро, Ле Дизе, Пиньоль, Капрон, Декруа, Ферри, Макелеле, Педрос (Коэ, 21), Уэдек, Н’Дорам (Л.Гийо, 84), Локо. · Есипов (58') — Декруа (76'). |                                                                               |     |                                             |                                                           |

| 27 сентября 1994 1/32 финала. Ответный матч | «Нант»                                                            | 3:0 | «Ротор» | Нант                                                                     |
| | 1:0 Николя Уэдек 28′ · 2:0 Николя Уэдек 61′ · 3:0 Патрис Локо 75′ |     |         | Стадион: Божуар Луи-Фонтено Зрителей: 36 000 Судья: Манфред Шуттенгрубер |
| »: Касагранд, Ле Дизе, Пиньоль, Карамбё, Декруа, Ферри, Макелеле, Педрос (Коэ, 74), Уэдек, Н’Дорам (Сиасиа, 83), Локо. · »: Саморуков, Жуненко, Бурлаченко, Геращенко, Нечай, Царенко, Ещенко (Хузин, 60), Нидергаус, Веретенников (Тройнин, 80), Есипов, Нечаев. · Декруа (40'). · Нереализованный пенальти: Николя Уэдек (72', мимо). |                                                                   |     |         |                                                                          |

### Кубок УЕФА 1995/1996
Основная статья: Кубок УЕФА 1995/1996
| 12 сентября 1995 1/32 финала. Первый матч | «Ротор» | 0:0 | «Манчестер Юнайтед» | Волгоград                                                     |
| |         |     |                     | Стадион: Центральный Зрителей: 40 000 Судья: Петер Миккельсен |
| »: Саморуков, Шмарко, Бурлаченко, Геращенко, Ещенко, Жуненко, Корниец, Нидергаус, Веретенников, Есипов, Зернов (Кривов, 80). »: Шмейхель, Г.Невилл, Ирвин, Брюс, Шарп, Паллистер, Бекхэм, Батт, Скоулз (Паркер, 73), Кин (Ф.Невилл, 24), Гиггз. |         |     |                     |                                                               |

| 26 сентября 1995 1/32 финала. Ответный матч | «Манчестер Юнайтед»                         | 2:2 | «Ротор»                                                | Манчестер                                                     |
| | 1:2 Пол Скоулз 60′ · 2:2 Петер Шмейхель 89′ |     | 0:1 Владимир Нидергаус 18′ · 0:2 Олег Веретенников 25′ | Стадион: Олд Траффорд Зрителей: 29 724 Судья: Бернд Хайнеманн |
| »: Шмейхель, О'Кейн (Скоулз, 27), Ф.Невилл, Брюс, Шарп, Паллистер, Бекхэм (Кук, 84), Батт, Коул, Кин, Гиггз. · »: Саморуков, Шмарко, Бурлаченко, Беркетов, Ещенко (Царенко, 70), Жуненко, Корниец, Нидергаус (Кривов, 79), Веретенников, Есипов, Зернов (Илюшин, 74). · Беркетов, Нидергаус, Жуненко. |                                             |     |                                                        |                                                               |

| 17 октября 1995 1/16 финала. Первый матч | «Бордо»                                                | 2:1 | «Ротор»                    | Бордо                                                          |
| | 1:1 Франк Истиллоле 47′ · 1:2 Рихард Витсге 90′ (пен.) |     | 0:1 Владимир Нидергаус 40′ | Стадион: Парк Лескюр Зрителей: 20 000 Судья: Збигнев Пшесмыцки |
| »: Юар, Тое (Грене, 84), Варесанович, Прюнье, Догон, Люка, Кроси, Дютюэль, Банкарель, Витсге, Истиллоле. · »: Саморуков, Шмарко, Беркетов, Геращенко, Ещенко, Жуненко, Корниец, Нидергаус (Илюшин, 87), Веретенников, Есипов, Зернов (Кривов, 84). · Прюнье, Люка — Зернов (34'), Жуненко (57'), Саморуков (80'), Геращенко (90'). |                                                        |     |                            |                                                                |

| 31 октября 1995 1/16 финала. Ответный матч | «Ротор» | 0:1 | «Бордо»                  | Волгоград                                                         |
| |         |     | 0:1 Антони Банкарель 84′ | Стадион: Центральный Зрителей: 25 000 Судья: Альфредо Тренталанге |
| »: Саморуков, Шмарко, Бурлаченко, Геращенко, Ещенко, Беркетов, Корниец, Нидергаус, Веретенников, Есипов, Зернов (Илюшин, 67). · »: Юар, Фишер, Лизаразю, Кроси, Догон, Люка, Зидан, Дютюэль, Банкарель, Витсге (Грене, 79), Туайе. · Беркетов (38'), Шмарко (88') — Лизаразю (23'). |         |     |                          |                                                                   |

### Кубок Интертото 1996
Основная статья: Кубок Интертото 1996
| 22 июня 1996 Групповой турнир. 1 тур | «Атака-Аура» | 0:4 | «Ротор»                                                                                                 | Молодечно                                               |
| |              |     | 0:1 Виталий Абрамов 41′ · 0:2 Олег Веретенников 61′ · 0:3 Олег Веретенников 63′ · 0:4 Геннадий Орбу 69′ | Стадион: Городской Зрителей: 3 000 Судья: Отар Гунтадзе |
| »: Анохин (Дрозд, 72), Козловский, Роднёнок, Кучук, Хмельницкий, Гавлуш, Ермакович, Малеев, Гуринович (Мытник, 76), Лисовский, Дорошкевич (Новаш, 58). · »: Саморуков, Шмарко, Бурлаченко (Потыльчак, 46), Тищенко, Жабченко, Борзенков (Зернов, 46), Корниец, Абрамов, Веретенников, Есипов, Орбу (Илюшин, 83). · Шмарко (86'). |              |     | |                                                         |

| 7 июля 1996 Групповой турнир. 3 тур | «Ротор»                                                                                                   | 4:1 | «Шахтёр»               | Волгоград                                                |
| | 1:0 Александр Зернов 7′ · 2:1 Виталий Абрамов 48′ · 3:1 Олег Веретенников 59′ · 4:1 Олег Веретенников 89′ |     | 1:1 Сергей Ковалёв 44′ | Стадион: Центральный Зрителей: 15 000 Судья: Чепой Тудор |
| »: Саморуков, Шмарко, Жабченко (Жуненко, 46), Тищенко, Беркетов, Борзенков, Орбу (Корниец, 46), Абрамов, Веретенников, Есипов, Зернов (Нидергаус, 59). · »: Шутков, Старостяк, Коваль, Пятенко, Ковалёв, Яксманицкий, Шищенко, Спивак (Воскобойник, 82), Зубов, Кривенцов (Осташов, 65), Поцхверия. · Жабченко (41'). | |     |                        |                                                          |

| 13 июля 1996 Групповой турнир. 4 тур | «Антальяспор»                             | 2:1 | «Ротор»                   | Ыспарта                                                  |
| | 1:0 Андре Кона 14′ · 2:0 Дональд Хюсе 22′ |     | 2:1 Олег Веретенников 70′ | Стадион: Ататюрк Зрителей: 6 000 Судья: Микаллеф Альфред |
| »: Рамазан Силин, Саатчиоглу Бурхан, Ихсан Окай, Атик, Гинчев (Бюлент, 86), Нури Камбуроглу, Дональд Хюсе, Филипов, Андре Кона, Али Риза Йилмах (Мустафа, 71), Чафер Айдин (Мурат, 65). · »: Саморуков, Шмарко, Жуненко (Орбу, 60), Тищенко, Беркетов, Борзенков, Корниец, Нидергаус (Жабченко, 72), Веретенников, Есипов, Абрамов (Зернов, 55). · Чафер Айдин (23'), Филипов (38') — Борзенков (24'), Корниец (33'), Шмарко (60'). · Беркетов (90'). |                                           |     |                           |                                                          |

| 20 июля 1996 Групповой турнир. 5 тур | «Ротор»                                                                         | 3:2 | «Базель»                                        | Волгоград                                              |
| | 1:0 Владимир Нидергаус 18′ · 2:2 Валерий Есипов 38′ · 3:2 Олег Веретенников 57′ |     | 1:1 Давид Орландо 28′ · 1:2 Гаэтано Чаланца 29′ | Стадион: Центральный Зрителей: 20 000 Судья: Бабарожич |
| »: Саморуков, Жуненко, Бурлаченко, Тищенко, Жабченко (Зернов, 46), Борзенков, Корниец, Нидергаус (Илюшин, 75), Веретенников, Есипов, Орбу (Абрамов, 68). · »: Хубер, Чеккороне, Пулард, Табакович, Сальви, Ньарко, Орландо (Мозер, 72), Фрик, Чаланца, Смайч, Арментано (Лаплакка, 59). · Есипов (60') — Чаланца (30'), Сальви (49'). |                                                                                 |     |                                                 |                                                        |

| 27 июля 1996 1/2 финала. Первый матч | ЛАСК                                               | 2:2 | «Ротор»                                               | Линц                                                |
| | 1:0 Кристоф Вестерталер 1′ · 2:2 Ивица Дуспара 60′ |     | 1:1 Олег Веретенников 25′ · 1:2 Олег Веретенников 29′ | Стадион: Линцер Зрителей: 5 000 Судья: Сухейль Дауд |
| ЛАСК: Шикльгрубер, Карталья, Русс, Вестерталер (Т.Вайссенбергер, 46), М.Вайссенбергер, Кауц, Коглер (Штромбергер, 73), Хохмайер, Метлицкий (Шаррер, 33), Дуспара, Рисет. · »: Саморуков, Шмарко, Бурлаченко, Тищенко, Зернов (Абрамов, 65), Борзенков, Корниец, Нидергаус (Жабченко, 82), Веретенников, Есипов, Орбу (Жуненко, 70). · Коглер (35'), Русс (73') — Нидергаус (24'), Шмарко (51'). · Рисет (85') — Есипов (73'). |                                                    |     |                                                       |                                                     |

| 31 июля 1996 1/2 финала. Ответный матч | «Ротор» | 5:0 | ЛАСК | Волгоград                                                 |
| | 1:0 Александр Беркетов 40′ · 2:0 Олег Веретенников 42′ · 3:0 Александр Зернов 54′ · 4:0 Виталий Абрамов 72′ · 5:0 Олег Веретенников 86′ |     |      | Стадион: Центральный Зрителей: 22 000 Судья: Лесли Ирвайн |
| »: Саморуков (Каримов, 58), Жабченко (Жуненко, 61), Бурлаченко, Тищенко, Беркетов, Борзенков, Корниец, Абрамов, Веретенников, Зернов (Геращенко, 68), Орбу. · ЛАСК: Шикльгрубер, Карталья, Берхольд (Крассвитцер, 46), Росьяно, Унгер (Штромбергер, 46), Аугустине, Коглер, Хохмайер, М.Вайссенбергер, Дуспара, Т.Вайссенбергер (Шаррер, 62). · Бурлаченко (81'), Жуненко (88') — Штромбергер (77'). | |     |      |                                                           |

| 6 августа 1996 Финал. Первый матч | «Ротор»                                           | 2:1 | «Генгам»                 | Волгоград                                                   |
| | 1:1 Александр Зернов 53′ · 2:1 Максим Тищенко 80′ |     | 0:1 Кристоф Орлавиль 45′ | Стадион: Центральный Зрителей: 23 000 Судья: Георг Дарденне |
| »: Саморуков, Шмарко, Абрамов (Жабченко, 61), Тищенко, Беркетов, Борзенков, Корниец, Нидергаус (Геращенко, 84), Веретенников, Зернов (Илюшин, 74), Орбу. · »: Юг, Канделя, Ляспаль, Южвяк, Михали, Мишель, Коридон (Морейра, 83), Баре, Руксель (Ассадурьян, 46), Карно, Орлавиль (Леконт, 76). · Шмарко — Баре, Канделя. |                                                   |     |                          |                                                             |

| 20 августа 1996 Финал. Ответный матч | «Генгам»             | 1:0 | «Ротор» | Генгам                                         |
| | 1:0 Стефан Карно 76′ |     |         | Стадион: Рудуру Зрителей: 10 000 Судья: Сарван |
| »: Юг, Фулон, Канделя, Южвяк, Михали, Мишель, Морейра (Леконт, 82), Баре, Руксель, Карно (Ляспаль, 87), Орлавиль (Вре, 67). »: Саморуков, Шмарко, Геращенко, Тищенко (Бурлаченко, 46), Беркетов, Борзенков, Корниец (Жуненко, 70), Нидергаус, Веретенников, Есипов, Зернов (Абрамов, 64). |                      |     |         |                                                |

### Кубок УЕФА 1997/1998
Основная статья: Кубок УЕФА 1997/1998
| 12 августа 1997 2 кв. раунд. Первый матч | «Ротор»                                                | 2:0 | «Одра» | Волгоград                                                |
| | 1:0 Владимир Нидергаус 73′ · 2:0 Олег Веретенников 86′ |     |        | Стадион: Центральный Зрителей: 22 000 Судья: Бернар Соле |
| »: Захарчук, Шмарко, Геращенко (Олеников, 46), Тищенко (Кривов, 28), Беркетов, Борзенков, Зубко (Нидергаус, 52), Зернов, Веретенников, Есипов, Абрамов. · »: Примел, Совиш, Полак, Станек, Сибик (Плута, 82), Егор, Шварга, Палух (Загорски, 67), Малиновски, Бжожа, Прусек (Вечорек, 87). · Нидергаус (74'). |                                                        |     |        |                                                          |

| 26 августа 1997 2 кв. раунд. Ответный матч | «Одра»                                                                  | 3:4 | «Ротор» | Водзислав-Слёнски                                          |
| | 1:1 Мирослав Станек 36′ · 2:1 Кшиштоф Загорски 44′ · 3:1 Пётр Бжожа 45′ |     | 0:1 Александр Беркетов 6′ · 3:2 Виталий Абрамов 50′ · 3:3 Олег Веретенников 69′ · 3:4 Олег Веретенников 72′ | Стадион: МОСИР Центрум Зрителей: 8 000 Судья: Рене Темминк |
| »: Клода, Полак (Сибик, 59), Скорупа, Станек, Егор, Палух, Малиновски (Вечорек, 64), Бжожа, Носал, Прусек, Загорски. · »: Захарчук, Шмарко, Веретенников, Нидергаус (Бурлаченко, 46), Есипов, Борзенков, Геращенко, Олеников, Беркетов, Абрамов, Зубко (Зернов, 46; Кривов, 75). · Носал (23') — Нидергаус (17'), Абрамов (52'), Есипов (62'). · Абрамов (58'). |                                                                         |     | |                                                            |

| 15 сентября 1997 1/32 финала. Первый матч | «Ротор»                                                | 2:0 | «Эребру» | Волгоград                                                   |
| | 1:0 Валерий Бурлаченко 45′ · 2:0 Олег Веретенников 64′ |     |          | Стадион: Центральный Зрителей: 23 000 Судья: Георгиос Бикас |
| »: Захарчук, Шмарко, Геращенко, Олеников, Бурлаченко, Беркетов, Борзенков, Жуненко (Зернов, 46), Веретенников, Есипов (Кривов, 81), Зубко (Тищенко, 64). · »: А.Карлссон, Биргиссон, Йонссон, Т.Андерссон, Столь, Гавелин, Тьёрнстрём, Раск (Пельгандер, 46), Валлиндер, Салин, Гудьйонссон (Дуканович, 66). · Борзенков (85') — Йонссон (30'). |                                                        |     |          |                                                             |

| 30 сентября 1997 1/32 финала. Ответный матч | «Эребру»              | 1:4 | «Ротор» | Эребру                                                   |
| | 1:4 Эрик Карлссон 85′ |     | 0:1 Владимир Нидергаус 25′ · 0:2 Александр Зернов 41′ · 0:3 Владимир Нидергаус 67′ · 0:4 Олег Веретенников 72′ (пен.) | Стадион: Эйраваллен Зрителей: 8 000 Судья: Сергей Шмолик |
| »: А.Карлссон, Биргиссон (Рубарт, 46), Йонссон (Валлиндер, 81), Т.Андерссон, Столь, Гавелин, Тьёрнстрём, Раск, Гудьйонссон, Салин (Э.Карлссон, 74), Дуканович. · »: Захарчук, Шмарко, Геращенко, Олеников (Матьола, 80), Беркетов, Бурлаченко, Зернов (Зубко, 68), Нидергаус (Мысин, 78), Веретенников, Смирнов, Абрамов. · Йонссон (43'), Гавелин (90') — Олеников (23'), Матьола (89'), Зубко (90'). |                       |     | |                                                          |

| 21 октября 1997 1/16 финала. Первый матч | «Ротор» | 0:0 | «Лацио» | Волгоград                                               |
| |         |     |         | Стадион: Центральный Зрителей: 25 000 Судья: Хуан Марин |
| »: Захарчук, Шмарко, Геращенко, Олеников, Беркетов, Бурлаченко (Кривов, 63), Абрамов (Жуненко, 81), Есипов, Веретенников, Зернов (Зубко, 76), Нидергаус. · »: Маркеджани, Панкаро, Неста, Лопес, Фавалли, Недвед, Югович, Альмейда, Фузер, Манчини, Казираги. · Беркетов (79'). |         |     |         |                                                         |

| 4 ноября 1997 1/16 финала. Ответный матч | «Лацио»                                                                         | 3:0 | «Ротор» | Рим                                                       |
| | 1:0 Пьерлуиджи Казираги 5′ · 2:0 Роберто Манчини 35′ · 3:0 Джузеппе Синьори 89′ |     |         | Стадион: Олимпийский Зрителей: 40 000 Судья: Любош Михель |
| »: Маркеджани, Негро, Неста, Лопес, Фавалли, Фузер, Альмейда, Югович (Вентурин, 64), Недвед (Марколин, 46), Манчини (Синьори, 76), Казираги. · »: Захарчук, Шмарко, Олеников, Жуненко, Беркетов, Кривов (Бурлаченко, 68), Зернов (Зубко, 46), Нидергаус, Веретенников, Есипов, Абрамов. · Захарчук (28'), Кривов (51'). |                                                                                 |     |         |                                                           |

### Кубок УЕФА 1998/1999
Основная статья: Кубок УЕФА 1998/1999
| 11 августа 1998 2 кв. раунд. Первый матч | «Црвена звезда»                                                 | 2:1 | «Ротор»                 | Белград                                                     |
| | 1:0 Далибор Шкорич 61′ (пен.) · 2:1 Перица Огненович 90′ (пен.) |     | 1:1 Виталий Абрамов 66′ | Стадион: Црвена звезда Зрителей: 30 000 Судья: Хельмут Круг |
| »: Еврич, Дудич, Бьегович, Илич, Петель, Буньевчевич (Маринович, 46), Шкорич, Пантелич, Гойкович (Мичич, 69), Ачимович, Огненович. · »: Чичкин, Шмарко (Геращенко, 75), Смирнов (Олеников, 46), Кривов, Беркетов, Борзенков, Зубко (Бородин, 78), Тищенко, Веретенников, Есипов, Абрамов. · Огненович (25'), Дудич (64') — Тищенко (4'), Борзенков (59'). |                                                                 |     |                         |                                                             |

| 25 августа 1998 2 кв. раунд. Ответный матч | «Ротор»                  | 1:2 | «Црвена звезда»                               | Волгоград                                                 |
| | 1:0 Александр Зернов 59′ |     | 1:1 Перица Огненович 70′ · 1:2 Иван Дудич 81′ | Стадион: Центральный Зрителей: 15 000 Судья: Гюнтер Бенкё |
| »: Чичкин, Шмарко (Тищенко, 82), Олеников, Геращенко, Беркетов, Борзенков, Кривов, Бахарев (Зернов, 46; Зубко, 69), Абрамов, Веретенников, Есипов. · »: Еврич, Дудич, Бьегович, Илич, Петель, Буньевчевич, Шкорич, Пантелич (Витакич, 72), Гойкович, Ачимович, Огненович (Мичич, 83). · Олеников (21'), Шмарко (32'), Кривов (56'), Веретенников (82') — Гойкович (16'), Илич (39'). · Гойкович (53'). |                          |     |                                               |                                                           |

## Результаты
По состоянию на 25 августа 1998 года:
| Сезон   | Соревнование    | Раунд                      | Страна     | Клуб              | Домашний матч | Матч в гостях | Общий счёт  |
| ------- | --------------- | -------------------------- | ---------- | ----------------- | ------------- | ------------- | ----------- |
| 1994/95 | Кубок УЕФА      | 1/32 финала                | Франция    | Нант              | 3:2           | 0:3           | 3:5         |
| 1995/96 | Кубок УЕФА      | 1/32 финала                | Англия     | Манчестер Юнайтед | 0:0           | 2:2           | 2:2 (г. в.) |
| 1995/96 | Кубок УЕФА      | 1/16 финала                | Франция    | Бордо             | 0:1           | 1:2           | 1:3         |
| 1996    | Кубок Интертото | Групповой турнир           | Белоруссия | Атака-Аура        | —             | 4:0           | 4:0         |
| 1996    | Кубок Интертото | Групповой турнир           | Украина    | Шахтёр            | 4:1           | —             | 4:1         |
| 1996    | Кубок Интертото | Групповой турнир           | Турция     | Антальяспор       | —             | 1:2           | 1:2         |
| 1996    | Кубок Интертото | Групповой турнир           | Швейцария  | Базель            | 3:2           | —             | 3:2         |
| 1996    | Кубок Интертото | 1/2 финала                 | Австрия    | ЛАСК              | 5:0           | 2:2           | 7:2         |
| 1996    | Кубок Интертото | Финал                      | Франция    | Генгам            | 2:1           | 0:1           | 2:2         |
| 1997/98 | Кубок УЕФА      | 2-й квалификационный раунд | Польша     | Одра              | 2:0           | 4:3           | 6:3         |
| 1997/98 | Кубок УЕФА      | 1/32 финала                | Швеция     | Эребру            | 2:0           | 4:1           | 6:1         |
| 1997/98 | Кубок УЕФА      | 1/16 финала                | Италия     | Лацио             | 0:0           | 0:3           | 0:3         |
| 1998/99 | Кубок УЕФА      | 2-й квалификационный раунд | Югославия  | Црвена звезда     | 1:2           | 1:2           | 2:4         |

## Результаты против клубов разных стран
По состоянию на 25 августа 1998 года:
| Страна            | М | В | Н | П | МЗ | МП | РМ | Сезоны  |
| ----------------- | - | - | - | - | -- | -- | -- | ------- |
| АВСТРИЯ           | 2 | 1 | 1 | 0 | 7  | 2  | +5 |         |
| ЛАСК              | 2 | 1 | 1 | 0 | 2  | 1  | +1 | 1996    |
| АНГЛИЯ            | 2 | 0 | 2 | 0 | 2  | 2  | 0  |         |
| Манчестер Юнайтед | 2 | 0 | 2 | 0 | 2  | 2  | 0  | 1995/96 |
| БЕЛОРУССИЯ        | 1 | 1 | 0 | 0 | 4  | 0  | +4 |         |
| Атака-Аура        | 1 | 1 | 0 | 0 | 4  | 0  | +4 | 1996    |
| ИТАЛИЯ            | 2 | 0 | 1 | 1 | 0  | 3  | −3 |         |
| Лацио             | 2 | 0 | 1 | 1 | 0  | 3  | −3 | 1997/98 |
| ПОЛЬША            | 2 | 2 | 0 | 0 | 6  | 3  | +3 |         |
| Одра              | 2 | 2 | 0 | 0 | 6  | 3  | +3 | 1997/98 |
| ЮГОСЛАВИЯ         | 2 | 0 | 0 | 2 | 2  | 4  | −2 |         |
| Црвена звезда     | 2 | 0 | 0 | 2 | 2  | 4  | −2 | 1998/99 |
| ТУРЦИЯ            | 1 | 0 | 0 | 1 | 1  | 2  | −1 |         |
| Антальяспор       | 1 | 0 | 0 | 1 | 1  | 2  | −1 | 1996    |
| УКРАИНА           | 1 | 1 | 0 | 0 | 4  | 1  | +3 |         |
| Шахтёр            | 1 | 1 | 0 | 0 | 4  | 1  | +3 | 1996    |
| ФРАНЦИЯ           | 6 | 2 | 0 | 4 | 6  | 10 | −4 |         |
| Бордо             | 2 | 0 | 0 | 2 | 1  | 3  | −2 | 1995/96 |
| Генгам            | 2 | 1 | 0 | 1 | 2  | 2  | 0  | 1996    |
| Нант              | 2 | 1 | 0 | 1 | 3  | 5  | −2 | 1994/95 |
| ШВЕЙЦАРИЯ         | 1 | 1 | 0 | 0 | 3  | 2  | +1 |         |
| Базель            | 1 | 1 | 0 | 0 | 3  | 2  | +1 | 1996    |
| ШВЕЦИЯ            | 2 | 2 | 0 | 0 | 6  | 1  | +5 |         |
| Эребру            | 2 | 2 | 0 | 0 | 6  | 1  | +5 | 1997/98 |

## Итоговая статистика
По состоянию на 25 августа 1998 года:
| Турнир          | Матчи | Победы | Ничьи | Поражения | Забито | Пропущено | Разница мячей |
| --------------- | ----- | ------ | ----- | --------- | ------ | --------- | ------------- |
| Кубок УЕФА      | 14    | 5      | 3     | 6         | 20     | 21        | −1            |
| Кубок Интертото | 8     | 5      | 1     | 2         | 21     | 9         | +12           |
| Итого           | 22    | 10     | 4     | 8         | 41     | 30        | +11           |